# Ales (Cerdeña)
Ales (en sardo, Abas) es un municipio italiano situado en la provincia de Oristán, en Cerdeña. Tiene una población estimada, a fines de abril de 2024, de 1239 habitantes.

## Geografía
La localidad está ubicada en la Cerdeña central, al pie del monte Arci. La comarca siempre ha desempeñado un papel decisivo en la economía de la región histórica de Marmilla.
Tiene una subdivisión administrativa, la fracción de Zeppara.

## Monumentos y sitios de interés

### Plaza Gramsci
La Plaza Gramsci tiene forma triangular. Está dedicada a Antonio Gramsci, nacido en Ales. Fue diseñada y realizada por el escultor Giò Pomodoro, como un monumento titulado "Plan de uso colectivo".
El monumento consiste en una superficie de piedra con varias figuras insertadas que recuerdan episodios claves de la vida de Gramsci.
Fue inaugurado por el entonces Presidente de la Cámara de Diputados, Pietro Ingrao, el 1º de mayo de 1977, para conmemorar el cuadragésimo aniversario de la muerte del filósofo comunista, ocurrida el 27 de abril de 1937.
En algunas de las piedras aparecen palabras en sardo: "sa terra" ("la tierra"), "s'agua" ("el agua"), "su fogu" ("el fuego"), "sa pedra" ("la piedra"), "su soli" ("el sol"), "sa luna" ("la luna"), "sa roda" ("la rueda").

### Otros monumentos
- Catedral de San Pedro y San Pablo
- Iglesia de Santa María
- Iglesia de San Sebastián
- Castillo de Barumele
- Curia Vescovile
- Nuraghe Pranu Espis

### Museos
- Museo Diocesano de Arte Sacro